# Ralph H. Cameron
Ralph H. Cameron (Southport, 1863. október 21. – Washington, 1953. február 12.) az Amerikai Egyesült Államok szenátora (Arizona, 1921–1927).